# Bruggenhoofd Mechelen
Het Bruggenhoofd Mechelen was een onderdeel van de KW-stelling, een netwerk van bunkers. Het doel was om België te beschermen tegen aanvallen tijdens de Tweede Wereldoorlog. Er werden 21 bunkers voorzien met de naam TPM (Tête de Pont de Malines of Bruggenhoofd Mechelen), verspreid over het grondgebied van de gemeenten Mechelen, Bonheiden en Sint-Katelijne-Waver. 
Alhoewel de bouw van de KW-stelling in principe de neutraliteit van België kracht bijzette, werd het bij de aanvang van de bouwwerken in 1939 duidelijk dat de echte dreiging voor België vanuit Duitsland en zijn Wehrmacht kwam. 
De constructie van de bunkers voor dit bruggenhoofd werd op 21 november 1939 aanbesteed met een uitvoeringstermijn van amper 45 dagen.
TPM 14, aan de Vrouwvliet in Mechelen, is een bunker die door vrijwilligers werd gerestaureerd en omgevormd tot een klein museum. Een aantal geplande bunkers, TPM 9, 10, 11 en 12, werden niet opgeleverd. TPM 1, aan de Lange Zandstraat in Sint-Katelijne-Waver, is het meest noordelijk gelegen van dit bruggenhoofd. Hij was gecamoufleerd als een soort chalet met geschilderde vensters op het beton, inclusief gordijnen.